# 華特迪士尼幻想工程

華特迪士尼幻想工程舊標誌

華特迪士尼幻想工程舊標誌

華特迪士尼幻想工程與開發公司（英語：Walt Disney Imagineering Research & Development, Inc.）簡稱幻想工程（Imagineering），是华特迪士尼公司旗下的開發部門，負責設計建造世界各地的迪士尼主題樂園。由華特·迪士尼在1952年規劃加州迪士尼樂園時成立，最初以創辦人全名華特·艾利斯·迪士尼（Walter Elias Disney）的縮寫命名為「WED企業」（WED Enterprises）。
公司英文名稱中的「Imagineering」（幻想工程）是一個混成詞，在1940年代由美国铝业公司使用並造成流行，意為結合想像（imagination）與工程（engineering）。之後華特·迪士尼借用了這個名詞，代表部門內員工的特質與能力，將WDI的員工稱為「幻想工程師」（Imagineers）。
華特迪士尼幻想工程負責設計和建造迪士尼主題樂園、度假村、郵輪以及其他娛樂場館的所有階段。部門之中有超過140種不同的職銜，包括插畫師、建築師、工程師、燈光設計師、表演節目編劇、平面設計師等等。大多數的幻想工程師是在位於加州的格倫代爾總部內工作，但也經常被派往在世界各地不同主題樂園內的分部工作。

## 資料來源
1. 1 2  Wright, Alex; Imagineers. . New York: Disney Editions. 2005  [2013-06-19]. ISBN 0786855533. （原始内容存档于2020-05-20）.
2. ↑  迪士尼幻想工程師一死一傷 （页面存档备份，存于） 《晴報》 2013年3月5日
3. ↑  MR2迪士尼撼樹乘客慘死 「幻想工程師」曾偉雄 涉危駕被捕[] 《明報》 2013年3月5日
4. ↑  設計樂園布局 被喻為靈魂 （页面存档备份，存于） 《東方日報》 2013年3月5日

## 外部連結
- 華特迪士尼幻想工程（英文）